# Rance Howard
Rance Howard, född Harold Rance Beckenholdt den 17 november 1928 i Duncan, Oklahoma, död 25 november 2017 i Los Angeles, Kalifornien, var en amerikansk skådespelare och filmproducent.

## Filmografi i urval
- 1985 – Cocoon – djupets hemlighet
- 1994 – Little Giants
- 1998 – Psycho
- 2003 – Toolbox Murders
- 2013 – Nebraska